# Jean Porcher
Pour les articles homonymes, voir Porcher.
Jean Porcher est un bibliothécaire, historien et conservateur de bibliothèque français, né le 25 janvier 1892 à Paris et mort le 26 avril 1966 dans la même ville.

## Biographie
Jean Porcher est élève de 3e année de l'École nationale des chartes quand il est envoyé combattre lors de la Première Guerre mondiale comme artilleur. Sa conduite y est remarquée et il en revient avec la croix de guerre et quatre citations (dont une à l'ordre de l'armée) et la Légion d'honneur.
Il reprend alors ses études et obtient finalement son diplôme d'archiviste paléographe avec la promotion 1921, avec une thèse intitulée Le De disciplina scholarium. Traité du xiiie siècle faussement attribué à Boëce, publié avec une introduction et des notes. Il est élève à l'École française de Rome de 1921 à 1923 et passe encore une année à l'université de Bonn. Il apprend enfin le russe à l'École des langues orientales.
Devenu bibliothécaire à la Bibliothèque nationale, il est nommé au département des Entrées, chargé des périodiques français, puisse passe au département des Imprimés (service de l'Inventaire), devient adjoint d'Émile Dacier au département des Entrées, et finalement conservateur en chef du département des Manuscrits, au départ de Philippe Lauer (1941). Cette dernière nomination est cependant remise en cause en 1942 par l'administration de Bernard Faÿ, qui devait y placer un ecclésiastique, Robert Devreesse. Jean Porcher reprend sa place à la Libération et dirige encore le département à son départ à la retraite, en 1962.
Preuve de son attachement aux manuscrits anciens, après la Seconde Guerre mondiale, Jean Porcher aide le baron Maurice de Rothshild à récupérer sa collection de manuscrits qui avait été spoliée par les nazis.
Spécialiste de la littérature du Moyen Âge et de la Renaissance (notamment François Rabelais, avec Abel Lefranc), il est l'auteur de très nombreuses études, ainsi que du Corpus des manuscrits à enluminures. Sa bibliographie a été publiée en 1963 à l'occasion de Mélanges à lui dédiés, dans la Gazette des Beaux-Arts.
Il est dépeint par ses nécrologues comme amène et amical, bien que sa franchise et son goût de la vérité l'aient parfois fait passer pour vif.

## Distinctions
- Croix de guerre 1914–1918
- Commandeur de l'ordre des Palmes académiques
- Commandeur de la Légion d'honneur (1963)